# Acronicta formosana
Acronicta formosana är en fjärilsart som beskrevs av Matsumura 1929. Acronicta formosana ingår i släktet Acronicta och familjen nattflyn. Inga underarter finns listade i Catalogue of Life.